# Emil Mechau
Emil Mechau (* 19. April 1882 in Seesen; † 28. Juni 1945 in Koßdorf) war ein deutscher Konstrukteur und Kinopionier. Er erfand unter anderem den nach ihm benannten Mechau-Projektor.

## Leben und Wirken
Mechaus Vater arbeitete in einer Zuckerraffinerie in Seesen. Als diese geschlossen wurde, zog die Familie nach Brottewitz bei Mühlberg/Elbe.
Emil Mechau absolvierte eine Lehre als Feinmechaniker bei Maibuhr/Reiss in der Kreisstadt Bad Liebenwerda und ging danach zu Carl Zeiss nach Jena, wo er in der Astro-Versuchswerkstatt arbeitete. Dort lernte er seinen späteren Freund Oskar Barnack kennen. Da Mechau bei seinen optischen Versuchen von Henry Siedentopf gefördert wurde, kannte er auch dessen Diskussionen mit Oskar Messter zum Thema flimmerfreie Projektion und befasste sich daraufhin intensiv mit dieser Problematik.
Da man bei Zeiss Mechaus Projekt nicht so unterstützte, wie er das erhofft hatte, ging Mechau 1908 zur Ernst Leitz GmbH in Wetzlar, wo die Konstrukteure größere Freiheiten hatten. Als wissenschaftlicher Assistent baute er im Jahr 1910 seinen neuen Filmprojektor, den er im örtlichen Filmtheater persönlich testete und weiterentwickelte. Das anwesende Publikum konnte zum ersten Mal Stummfilme ohne Flimmern und Ruckeln in einer bis dahin unbekannten Qualität sehen. Außerdem verhinderte der neue Projektortyp das Reißen des Filmes und damit die häufigste Brandursache. Parallel dazu arbeitete Mechau an weiteren bahnbrechenden Erfindungen, nicht nur im Bereich Kinematographie. Als die Firma Leitz kurz nach seinem Eintritt einen Werksmeister für die Mikroskop-Forschung suchte, verhandelte Mechau erfolgreich zwischen Ernst Leitz II und Barnack. Dieser sollte später die weltberühmte 35 mm Leica (Leitz Camera) entwickeln.
Der Mechau-Projektor wurde schnell in der ganzen Filmwelt berühmt, was Ernst Leitz dazu veranlasste, Mechau eine unabhängige Filmprojektorfabrik in Rastatt bauen zu lassen. 1923 war das Jahr der Einweihung des modernsten Lichtspieltheaters seiner Zeit, des Filmpalastes Schauburg in Münster, wo der Mechau-Projektor Modell 3 die technische Attraktion war. Wie die Westdeutsche Filmzeitung in Düsseldorf berichtete, besuchten selten zuvor so viele der höchsten politischen Würdenträger und andere Prominente eine Privatveranstaltung. Henny Porten, Star des dabei gezeigten Spielfilms Geyer-Wally, war einer der vielen Premierengäste aus der Filmindustrie.
Emil Mechau als Erfinder des Kinoprojektors war ebenfalls eingeladen, und sein Gerät wurde als Meisterwerk der deutschen optischen und feinmechanischen Industrie in den höchsten Tönen gelobt.
1931 wurde Emil Mechau in einer besonderen Festveranstaltung in Berlin durch die Deutsche Kinotechnische Gesellschaft (DKG, heute FKTG) als viertem Preisträger ihre höchste Auszeichnung, die Oskar-Messter-Medaille, verliehen – in Anerkennung seiner jahrelangen, unermüdlichen Anstrengungen als Erfinder auf dem Gebiet der Filmtechnologie. Dies war die Krönung von Mechaus Schaffen. Trotz des harten Wettbewerbes zwischen den besten Ingenieuren und Optik-Wissenschaftlern seiner Zeit war er der einzige, der mit seinem Projektor darin Erfolg hatte, eine kontinuierliche Bewegung des Filmes mittels optischem Ausgleich zu realisieren.
Der zunehmende finanzielle Aufwand durch die Weiterentwicklung des neuen Tonfilmes bewegte Ernst Leitz dazu, die Filmprojektorfabrik in Rastatt, einschließlich aller Patente, an die AEG in Berlin zu verkaufen. So ging auch Mechau 1929 zur AEG. Abgesehen von seinen Fortschritten bei Präzisionskinoprojektoren und anderem entwickelte Mechau hier auch seinen ersten 180-Zeilen-Linsenkranz-Abtaster für das neu aufkommende Fernsehen auf der Berliner Funkausstellung 1934.
Zu Beginn des Jahres 1935 wechselte Mechau zur AEG-Tochter Telefunken, um seine Arbeiten auf diesem neuen Gebiet fortzuführen. Im selben Jahr gelang es ihm, einen Lichtpunktabtaster zu entwickeln, für den er auf der Pariser Weltausstellung 1937 (Exposition Internationale des Arts et Techniques dans la Vie Moderne) den Grand Prix in der Kategorie Innovationen und Entwicklungen erhielt. Mittels dieses Lichtpunktabtasters wurde erstmals ein Bildtelefondienst ermöglicht, bei dem man seinen weit entfernten Gesprächspartner nicht nur hören, sondern auch sehen konnte. Erst in jüngster Zeit ist diese Idee der Videokonferenz in großem Rahmen realisiert worden. Des Weiteren entwickelte Mechau auch die Olympia-Fernsehkamera mit austauschbaren Linsen. Mit der rasch berühmt gewordenen 2,2 Meter langen Olympia-Kanone mit ihrer 5/1600-mm-Leitz-Linse, die einen Frontdurchmesser von 450 mm hatte, konnten zum ersten Mal Fernsehübertragungen von Sportereignissen aus dem Stadion live nach außen übertragen werden. Obwohl schon fertiggestellt, konnten sein nächster 375-Zeilen Lichtpunktabtaster und seine neue Fernsehkamera für die Olympischen Spiele 1940 in Helsinki wegen des Ausbruchs des Zweiten Weltkrieges nicht mehr eingesetzt werden.
Nur wenige Wochen nach Kriegsende kam Emil Mechau im Alter von 63 Jahren durch einen Unfall um sein Leben, als er von einem russischen Soldaten gebeten wurde, eine Handgranate zu entschärfen.

## Würdigungen
In Seesen ist eine Straße nach ihm benannt.
Am 9. März 1931 wurde Emil Mechau in einem Festakt der Deutschen Kinotechnischen Gesellschaft in Berlin mit der Verleihung der Oskar-Messter-Medaille für seinen Projektor mit optischem Ausgleich geehrt.
Auf der Pariser Weltausstellung 1937 erhielt Emil Mechau den Grand Prix in der Klasse der Entwicklungen und Erfindungen für seinen Telefunken Linsenkranz Abtaster.
Bei den Olympischen Spielen 1936 in Berlin wurde die von Emil Mechau geschaffene Ikonoskop Fernsehkamera mit auswechselbaren Objektiven zum ersten Mal öffentlich zur Freilicht-Live-Übertragung der Wettkämpfe eingesetzt.